# 北島邦彦
北島 邦彦（きたじま くにひこ、1959年8月29日 - ）は、日本の政治家、新左翼活動家（中核派）。「都政を革新する会」事務局長、東京西部ユニオン副委員長。元東京都杉並区議会議員（1期）。
趣味は映画鑑賞。

## 概要
山口県岩国市生まれ。山口県立岩国高等学校卒業。中央大学法学部法律学科卒業。1982年、読売広告社に入社し、同社労働組合の執行役員を務める。1985年に退社し、「都政を革新する会」に所属。同年、国電同時多発ゲリラ事件に参加し逮捕され、懲役6年の実刑判決を受けて、約6年半の獄中生活を送った。
2003年、杉並区議会議員選挙に出馬するも落選。2005年8月、杉並区長の山田宏が推進する新しい歴史教科書をつくる会の歴史教科書の採択をめぐり、暴行の現行犯で逮捕された（杉並区歴史教科書採択騒動）。
2007年、杉並区議会議員選挙に再度出馬し、初当選を果たした。2011年の杉並区議選では落選。以後2014年杉並区議補欠選挙、更に2015年の杉並区議選にも出馬したが落選。
2017年、東京都議会議員選挙に出馬、落選。「安倍を監獄へ」と書かれたのぼりを立て、中核派の機関紙「前進」を配布し、中核派のYouTubeチャンネルである「前進チャンネル」の中継をうけて選挙活動をしていることが本人のtwitterに記載されている。
都議選の結果は、得票数2496（得票率1.04％）12名中11番目での落選という結果だった。